# Drosera aberrans
Drosera aberrans este o specie de plante carnivore din genul Drosera, familia Droseraceae, ordinul Caryophyllales. A fost descrisă pentru prima dată de Allen Lowrie și Sherwin Carlquist, și a primit numele actual de la Allen Lowrie och John Godfrey Conran. Conform Catalogue of Life specia Drosera aberrans nu are subspecii cunoscute.

## Galerie

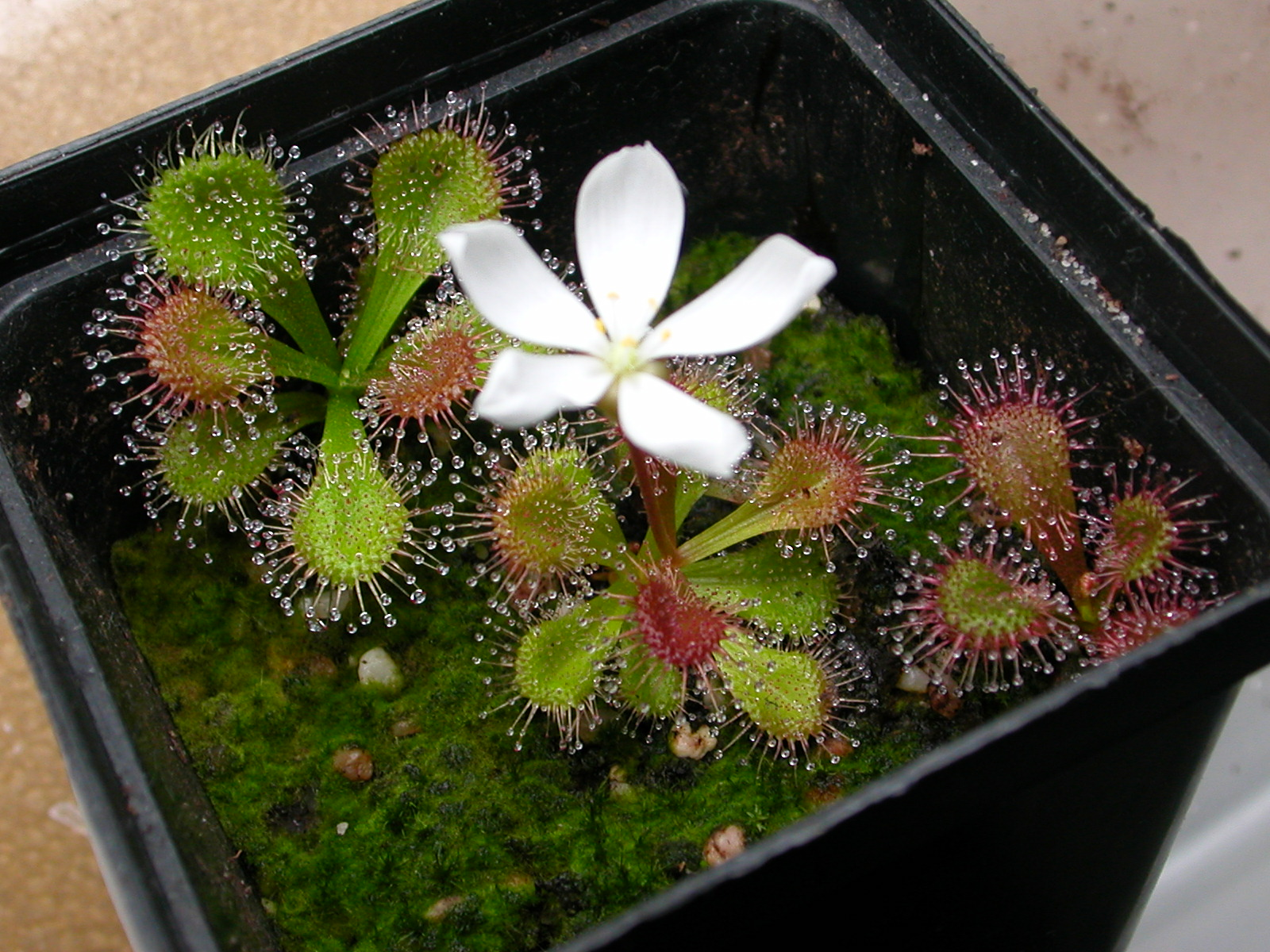
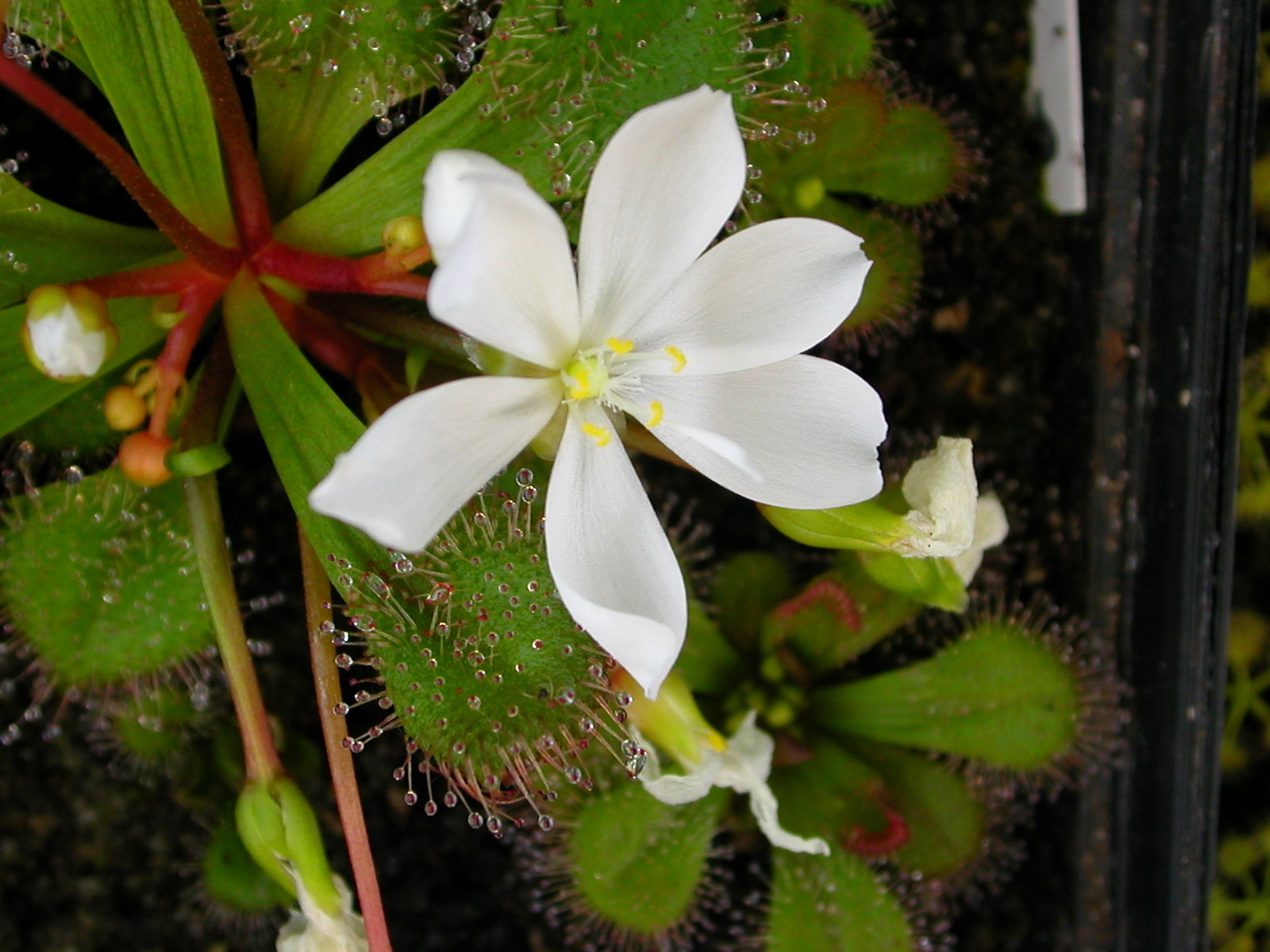
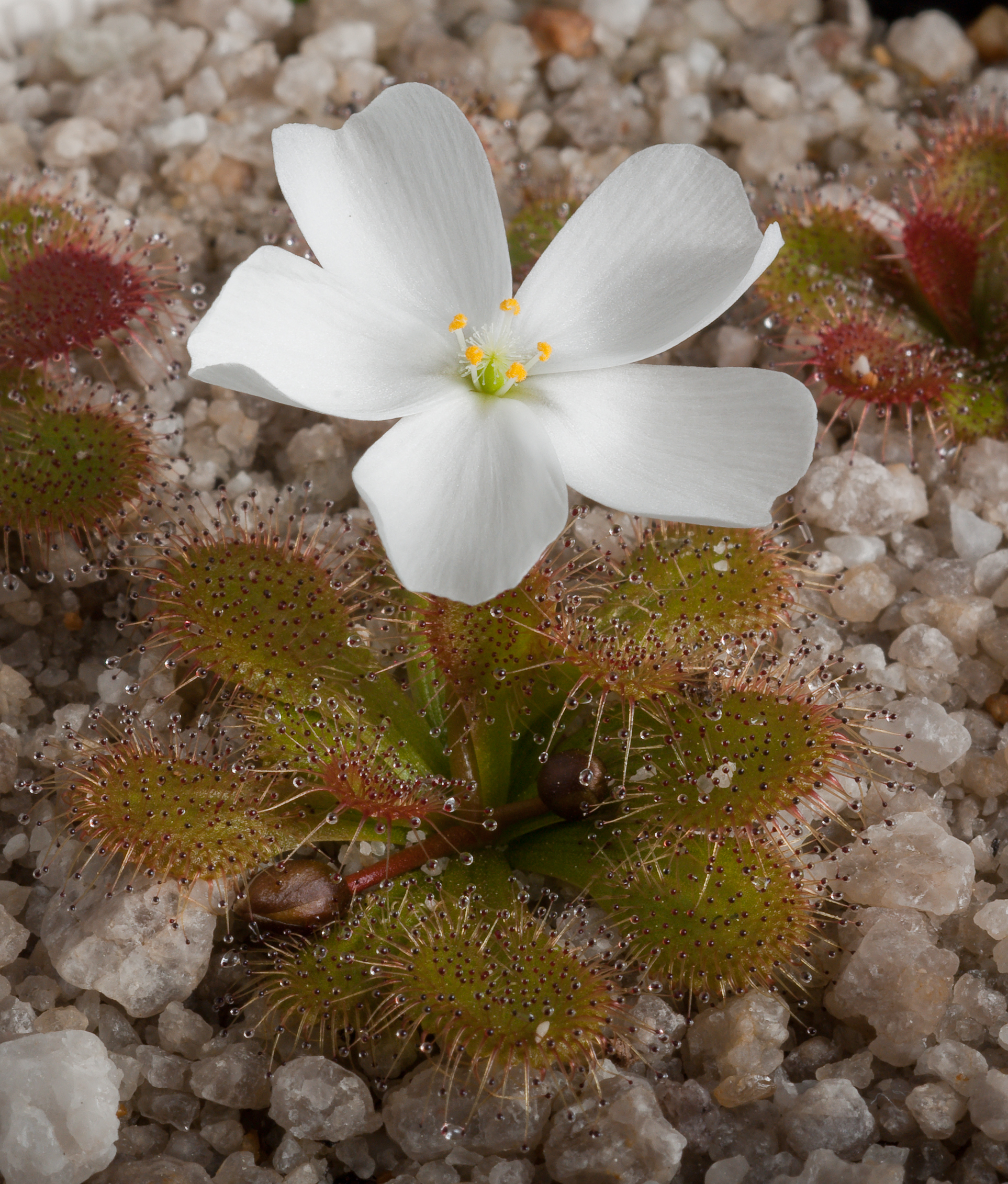